# Formatio reticularis és a limbikus rendszer

## A  hálózatos állomány
A hálózatos állomány, formatio reticularis egy hálózatos szerkezet, amelyet idegsejtek és idegrostok alkotnak. A központi idegrendszer tengelyében a gerincvelőtől a nagyagyig nyúlik. Nagyon fontos idegpályákat és idegi magvakat valamint szabályozó központokat tartalmaz. A legtöbb érző rendszer felől kap információkat, és efferens rostjai a központi idegrendszer valamennyi szintjéhez eljutva befolyásolják az idegsejtek működését. Neuronjainak kivételesen hosszú dendritjei lehetővé teszik, hogy az egymástól távol lévő felszálló és leszálló pályákból is információkat vegyen fel. Számos kapcsolatán keresztül befolyásolni képes a következő működéseket és rendszereket: vázizmok aktivitása, a testi és zsigeri érzések, az autonóm idegrendszer, az endokrin rendszer, valamint a tudatosság szintje.

## A  határkérgi  rendszer
A határkérgi rendszer, limbikus rendszer elnevezése a limbus szóra vezethető vissza, amely szélt, vagy határt jelent, és a (limbikus rendszer) elnevezést nagyjából azoknak a képleteknek a csoportjára használták, amelyek az agykéreg és a hipotalamusz határterületén helyezkednek el. 
Ma már ismert, hogy a limbikus rendszer számos más képletet is magába foglal azokon kívül, amelyek ezen a határon találhatók.